# 上町五丁目停留場
上町五丁目停留場（日语：／ Kamimachi Go-chome teiryūjō */?），是位於高知縣高知市上町五丁目，屬於土佐電交通伊野線的電車站。

## 歷史
此站在1906年（明治39年）以本町筋五丁目停留場（日语：／）的名義啟用。在電車站啟用後1星期，由於為了增加車輛存備，電車站北邊設有車廠（本町筋五丁目車廠）。在1936年（昭和11年），隨著町名變更而電車站改為「本丁筋五丁目」。在1966年（昭和27年）改名為上町五丁目。
- 1906年（明治39年）
  - 10月9日 - 土佐電氣鐵道本町筋五丁目停留場啟用[1]。
  - 10月16日 - 本町筋五丁目車廠落成啟用[1]。
- 1909年（明治42年）2月25日 - 車廠發生火災[1]。
- 1936年（昭和11年）8月1日 - 電車站改名為本丁筋五丁目停留場[1]。
- 1966年（昭和41年）8月10日 -電車站改名為 上町五丁目停留場[1]。
- 1975年（昭和50年）5月 - 折返專用渡線遷移至旭町一丁目。
- 2014年（平成26年）10月1日 - 土佐電氣鐵道、高知縣交通（日语：高知県交通）和土佐電Dream Service（日语：土佐電ドリームサービス）合併，土佐電交通成立[4]。成為土佐電交通的電車站。

## 電車站構造
本站坐落在共用道路上，設有2面2線的相對式乘車處。電車站北邊為播磨屋橋方向月台，南邊為伊野方向月台。
在上町四丁目一方設有渡線。部分來自播磨屋橋、高知站前方向的電車班次於本站折返。由於渡線在播磨屋橋一方，因此上行列車會進入上行月台，列車會開啟對面車門，乘客可於上行月台橫跨月台乘車。
在電車站北邊設有本町筋五丁目車廠，直至戰後螢橋停留場西方的螢橋車廠啟用前一直使用。本町筋五丁目車廠在1909年（明治42年）發生火災。車廠內11輛車輛被燒毀。被燒毀的車輛編號不明。

## 電車站周邊
- 鏡川（日语：鏡川）
- 高知銀行西分店
- 觀音堂
- 石立八幡宮
- 高知縣道37号高知春野線

## 巴士路線
在「上町五丁目」巴士站中設有以下巴士路線停靠：
| 乘車處 | 系統                                           | 主要途經                              | 目的地               | 巴士站       | 備註                 |
| ------ | ---------------------------------------------- | ------------------------------------- | -------------------- | ------------ | -------------------- |
|        | F2                                             | 堺町、高知站前、鹽田町、AEON Mall高知 | 一宮高知營業所       | 土佐電交通   |                      |
| G1     | 堺町、高知站前                                 | 高知站                                |                      | 土佐電交通   |                      |
| G2     | 堺町、高知站前、比島                           | 一宮高知營業所                        |                      | 土佐電交通   |                      |
| G4     | 堺町、高知站前、比島、一宮高知營業所           | 醫大醫院                              | 星期六和假日提供服務 | 土佐電交通   |                      |
| G5     | 堺町、高知站前、比島、一宮高知營業所、醫大醫院 | 辦公園區第二                          | 星期六和假日暫停服務 | 土佐電交通   |                      |
| G6     | 堺町、高知站前、比島、一宮高知營業所、醫大醫院 | 領石出張所                            |                      | 土佐電交通   |                      |
| G10    | 堺町、高知站前、杉井流東                       | 一宮高知營業所                        |                      | 土佐電交通   |                      |
| K4     | 堺町、西高須通、潮見台總站                     | 潮見台三丁目                          | 星期六和假日暫停服務 | 土佐電交通   |                      |
| P2     | 堺町、中央市場前、十津                         | 種崎                                  |                      | 土佐電交通   |                      |
| S1     | 堺町、棧橋通五丁目、橫濱、長濱營業所           | 御疊瀨                                |                      | 土佐電交通   |                      |
| S2     | 堺町、棧橋通五丁目、橫濱                       | 長濱營業所                            |                      | 土佐電交通   |                      |
| S3     | 堺町、棧橋通五丁目、橫濱、長濱營業所           | 桂濱                                  |                      | 土佐電交通   |                      |
| T1     | 堺町                                           | 棧橋車庫                              | 假日暫停服務         | 土佐電交通   |                      |
| T3     | 堺町、棧橋通五丁目、橫濱、橫濱新城             | 南新城                                |                      | 土佐電交通   |                      |
|        | A1                                             | 杓田市商前                            | 鳥越                 | 土佐電交通   | 星期六和假日暫停服務 |
| A2     | 杓田市商前、鳥越                               | 川口                                  | 縣交北部交通         |              |                      |
| A3     | 杓田市商前、鳥越、川口                         | 行川                                  | 縣交北部交通         |              |                      |
| X1     | 石立團地、神田本村                             | 吉野                                  | 土佐電交通           |              |                      |
| X2     | 石立團地、神田本村、春野公所前                 | 仁野                                  | 縣交北部交通         |              |                      |
| X3     | 石立團地、下針木                               | 天王新城                              | 土佐電交通           |              |                      |
| X4     | 石立團地、下針木、天王新城                     | 八田                                  | 土佐電交通           |              |                      |
| X5     | 石立團地、新川通、土佐市政廳前                 | 高岡營業所                            | 土佐電交通           |              |                      |
| Y1     | 朝倉站前、國立醫院前                           | 學藝高校                              | 土佐電交通           | 假日暫停服務 |                      |
| Y2     | 朝倉站前、國立醫院前                           | 天王新城                              | 土佐電交通           |              |                      |
| Y3     | 朝倉站前、國立醫院前、天王新城                 | 仁野                                  | 土佐電交通           |              |                      |
| Y4     | 朝倉站前、國立醫院前、土佐市政廳前             | 高岡營業所                            | 土佐電交通           |              |                      |
| Y5     | 朝倉站前、國立醫院前、土佐市政廳前、須崎站前   | 須崎營業所                            | 土佐電交通           |              |                      |
| Y6     | 朝倉站前、國立醫院前                           | 宇佐                                  | 土佐電交通           |              |                      |
| Z1     | 八代                                           | 健康中心伊野                          | 縣交北部交通         |              |                      |
| Z2     | 朝倉站前、伊野站、高岩                         | 狩山口                                | 縣交北部交通         |              |                      |
| Z3     | 朝倉站前、伊野站、高岩                         | 土居                                  | 縣交北部交通         |              |                      |
| Z4     | 朝倉站前、伊野站、高岩、土居                   | 長澤                                  | 縣交北部交通         |              |                      |
| Z6     | 八代、伊野站、高岩                             | 狩山口                                | 縣交北部交通         |              |                      |

## 相鄰電車站
土佐電交通
伊野線
上町四丁目－上町五丁目－旭町一丁目

## 注腳
1. 1 2 3 4 5 6  《土佐電鉄が走る街 今昔》98・156-158頁
2. 1 2  今尾惠介（監修）. . 11 中国四国. 新潮社. 2009: 60. ISBN 978-4-10-790029-6 （日语）.
3. 1 2 3 4  《土佐電鉄が走る街 今昔》34-35・76-77頁
4. ↑  上野宏人. . 毎日新聞 (毎日新聞社). 2014-10-02 （日语）.
5. 1 2  川島令三. . 【図説】 日本の鉄道. 第2巻 四国西部エリア. 講談社. 2013: 40・93頁. ISBN 978-4-06-295161-6 （日语）.
6. ↑  川島令三.  四国篇. 草思社. 2007: 292. ISBN 978-4-7942-1615-1 （日语）.
7. 1 2  . 高知新聞社. 1998: 89・109頁. ISBN 4-87503-268-4 （日语）.